# Gran Premio de Plouay 2011
La 75.ª edición del Gran Premio de Plouay se disputó el 28 de agosto de 2011 con principio, varios pasos y final en la localidad de Plouay, en la Bretaña. Discurrió por el tradicional circuito de 19,1 km con tres pequeñas cotas (con inicio y final en Plouay), al que se le dieron 13 vueltas para completar un total de 248,3 km, reptiendo recorrido respecto a la edición anterior.
Perteneció al UCI WorldTour 2011.
Tomaron parte en la carrera 24 equipos: los 18 de categoría UCI ProTeam (al ser obligada su participación); más 6 de categoría Profesional Continental mediante invitación de la organización (el FDJ, Bretagne-Schuller, Cofidis, le Crédit en Ligne, Team Europcar, Saur-Sojasun y Skil-Shimano). Formando, en principio, un pelotón de 187 corredores aunque finalmente fueron 186 tras la baja de última hora de Alex Rasmussen (HTC-Highroad), de 8 ciclistas cada equipo (excepto BMC, Saxo Bank Sungard y Skil-Shimano que salieron con 7 y el mencionado HTC-Highroad que salió con 5), de los que acabaron 151.
El ganador final fue Grega Bole tras saltar de un grupo de 4 corredores a 2 km de meta, y el grupo ya no pudo darle alcance hasta la misma línea de meta. Le acompañaron en el podio Simon Gerrans y Thomas Voeckler, respectivamente.

## Clasificación final
| \| Posición \| Ciclista \| Equipo \| Tiempo \| \| 1. \| Grega Bole \| Lampre-ISD \| 6 h 32 min 40 s \| \| 2. \| Simon Gerrans \| Sky \| m.t \| \| 3. \| Thomas Voeckler \| Europcar \| m.t \| \| 4. \| Thor Hushovd \| Garmin-Cervélo \| m.t \| \| 5. \| Giacomo Nizzolo \| Leopard Trek \| m.t \| \| 6. \| Arnaud Gérard \| FDJ \| m.t \| \| 7. \| José Joaquín Rojas \| Movistar \| m.t \| \| 8. \| Fumiyuki Beppu \| Radioshack \| m.t \| \| 9. \| Julien Simon \| Saur-Sojasun \| m.t \| \| 10. \| Yoann Offredo \| FDJ \| m.t \| |                    |                |                 |
| Posición | Ciclista           | Equipo         | Tiempo          |
| 1. | Grega Bole         | Lampre-ISD     | 6 h 32 min 40 s |
| 2. | Simon Gerrans      | Sky            | m.t             |
| 3. | Thomas Voeckler    | Europcar       | m.t             |
| 4. | Thor Hushovd       | Garmin-Cervélo | m.t             |
| 5. | Giacomo Nizzolo    | Leopard Trek   | m.t             |
| 6. | Arnaud Gérard      | FDJ            | m.t             |
| 7. | José Joaquín Rojas | Movistar       | m.t             |
| 8. | Fumiyuki Beppu     | Radioshack     | m.t             |
| 9. | Julien Simon       | Saur-Sojasun   | m.t             |
| 10. | Yoann Offredo      | FDJ            | m.t             |